# خیزش پارس‌ها
خیزش پارس‌ها با اعلام استقلال پارس از شاهنشاهی ماد شروع شد. طغیان پارس آغازگر جنگ‌های کوروش بزرگ با آستیاگ بود. سبب این انقلاب اعمال آستیاگ آخرین شاهنشاه ماد بود که باعث متحد شدن استان‌های دیگر با پارس شد. نبردها از ۵۵۲ پیش از میلاد تا ۵۴۹ پیش از میلاد به رهبری کوروش بزرگ ادامه داشتند.
به تاریخ ۵۵۸ پ. م، کوروش دوم شاه اقوام و طوایف پارسی شد. مرکز فرماندهی او در پاسارگاد، به سایر سرزمین‌ها احاطه داشت. کوروش نیز مانند پدرش کمبوجیه یکم، نسبت به شاهان ماد وفاداری داشت. در این دوران، ماد خود را برای حمله‌ای به بابل آماده می‌کرد. ارتباط بین این دو امپراتوری تند و پرآشوب بود. حقیقتی که به خوبی می‌توان با مطالعه متون بابلی آن زمان متوجه گردید. نشانه‌هایی از این تیرگی روابط بین این دو حکومت در گفته‌های ارمیای نبی، مشهود است. گفته‌های وی چندین دهه پیش از حمله کوروش به ایشتوویگو تدوین شده بود. ارمیا پیشگویی کرد که مادها به همراه سیستیانها و همچنین مانیان‌ها به بابل حمله کرده، آنجا را تسخیر خواهند کرد (به گفته او، مانیان‌ها جنگجویانی بی‌رحم و با تیر و کمان و نیزه بودند) و پس از تسخیر، بابل را زیر و رو خواهند نمود و این سرزمین را از انسان‌ها تهی خواهد شد و جولانگاه شغال‌ها خواهد گردید. در آغاز قرن شش پیش از میلاد ارمیای نبی پیشگویی کرد که تعداد فراوانی از مادها و مردمان اورارتو (آرارات)، ماننایی‌ها و بالأخره ستیانی‌ها (آشکنازها) انتقام یهوه را خواهند گرفت و بابل را ویران خواهند کرد. ارمیای نبی با خوشحالی چنین اظهار داشت: «سلاح خود را تیز کنید، سپرها را برگیرید. خداوند روح پادشاهان ماد را به تلاطم درآورده است؛ زیرا ارادهٔ وی بر این قرار گرفته است که بابل را ویران کند… یک دونده می‌دود تا به دیگری برسد یک قاصد می‌رود تا به قاصد دیگر برسد برای گفتن این نکته به شاه بابل که شهر تو از هر گوشه‌ای به تصرف درآمده است.» اندکی پس از آن اشعیای نبی چنین پیشگویی کرد: «مادها که هیچ چشمداشتی به طلا و نقره ندارند» علیه بابل به حرکت در خواهند آمد. این پیامبر اظهار امیدواری کرد که بابل مطلقاً ویران شود. به صورتی که حتی شبانان نیز نتوانند گوسفندان خود را در ویرانه‌های آن بچرانند. ولی بابل به دلیل نبرد کوروش و ایشتوویگو، از حمله مادها در امان ماند.
بنابر تاریخ بابلی، در سال ششم سلطنت نبونعید، آستیاگ سپاهیان خود را گردآوری کرد و علیه کوروش پادشاه اَنشان به جنگ پرداخت. سپاهیان آستیاگ علیه وی شوریدند و او را اسیر کردند. آن‌ها وی را تحویل کوروش دادند. آنگاه کوروش به سوی پایتخت یعنی شهر آگام تانو (که همان اکباتان است) پیش رفت. نقره، طلا و سایر اجناس گرانبهایی را که وی به عنوان غنیمت جنگی در آن شهر تصاحب کرد به اَنشان منتقل نمود.
از پاره‌ای از ساختمان‌های کهن نبونعید اطلاعاتی در مورد جنگ بین پارسی‌ها و مادها به‌دست آمده است. طبق استوانه معروف به سیپار، خداوند مردوک، رؤیایی به سراغ نبونعید فرستاد که در آن رؤیا به مردوک دستور می‌داد تا معبد اهول‌ماهول را مرمت و بازسازی کند، معبدی که به خدای سین تقدیم شده بود (این معبد در شهر حران در شمال میانرودان واقع شده بود). در سال ۶۰۹ پ. م، این معبد طی نبرد حران، توسط سربازان ماد که با آشوری‌ها در جنگ بودند، تخریب شد و از آن زمان به حالت خرابه باقی مانده بود. نبونعید در همان رؤیای خود به مردوک اظهار داشت: «اومان‌ماندا معبدی را که تو می‌گویی، محاصره کرده است و قدرت او بسیار زیاد است». مردوک پاسخ داد: «نه او و سرزمین‌های آنها و نه شاهی که به طرفداری از وی برمی‌خیزد، هیچ‌یک باقی نخواهند ماند» (و به راستی) هم هنگامی که سال سوم فرا رسید، این مردوک بود که علیه آن‌ها برخاست. کوروش شاه اَنشان، برده جوانش، با سپاهی اندک به‌طور قاطع، سپاه فراوان اومان‌ماندا را شکست داد و آستیاگ را اسیر کرد که همان شاه آنان بود، وی را در زنجیر به سرزمین خود برد. در متن و کتیبه دیگری از نبونعید باز هم به معبد اهول‌هول اشاره شده است. معبدی که برای مدت پنجاه و چهار سال مخروبه بود تا آنکه توسط اومان‌ماندا با خاک یکسان شد.
آغاز شورش کوروش را می‌توان به تاریخ ۵۵۳ پ. م دانست و ظاهراً آستیاگ مجبور گردید که سپاهیانش را از ناحیه حران به عقب ببرد، حران که پس از سقوط آشور به مادها تعلق داشت. بابلی‌ها با مشاهده گرفتاری آستیاگ در تاریخ ۵۵۲ پ. م، حران را اشغال کردند. باز هم چنین به نظر می‌رسد که در آن زمان نبونعید کوروش را متحد و هم‌دست خود می‌دانست. تعدادی از دانشمندان (برن، کامرون، ولوِی) معتقدند که موافقت‌نامه‌ای بین این دو منعقد شده بود، ولی شواهدی که این موضوع را تأیید کند در دست نیست.
به عقیده بریان، برخلاف گزارش منابع کلاسیک، کتیبه‌های بابلی اذعان دارند که ایشتوویگو بود که به کوروش حمله کرد و نه کوروش به آستیاگ. بعد از آن بود که کوروش به اکباتان حمله کرد.
بنا بر نوشته هرودوت، هارپاگ، اصیل‌زاده مادی که آستیاگ شدیداً او را تنبیه کرده بود، تصمیم گرفت که از شاه انتقام بگیرد و بنابراین دست به یک توطئه زد. او افرادی از اصیل‌زادگان ماد را همداستان خود ساخت، کسانی که از حکومت دیکتاتوری آستیاگ ناخشنود بودند. پس از آن کوروش را اغوا کرد که علیه ایشتوویگو شورش کند. از آنجا که کوروش در آن زمان در پارس اقامت داشت و راه پارس تا ماد به وسیله ارتش پاسداری می‌شد، هارپاگ حیله‌ای به کار برد. مستخدمی مورد اعتماد را انتخاب کرد و خرگوشی به دست او داد و درون خرگوش نامه‌ای برای کوروش پنهان کرد. در آن زمان درباریان خرگوش شکار می‌کردند. در این نامه هارپاگ به کوروش وعده داده بود که اگر او علیه ایشتوویگو شورش کند، وی ضمانت می‌کند که بسیاری از اصیل‌زادگان ماد و خود هارپاگ از وی حمایت می‌کند.
به اعتقاد داندامایف، در آن زمان گروهی از درباریان ماد با سیاست آستیاگ مخالف بودند و آمادگی داشتند که به دشمنان او بپیوندند. دیاکونوف و علیف معتقد بودند که گروه ناخشنود در دربار شامل نمایندگانی از روسای قبایل (قبایلی که قبلاً آستیاگ برای استقرار یک حکومت مرکزی با آن‌ها جنگ کرده بود)، اصیل‌زادگان درباری ناخشنود به وسیله هارپاگ رهبری شدند، بودند. بعدها فرزندان همین اصیل‌زادگان (که در قرن پنجم پ.م. در لیسیا زندگی می‌کردند) دلایلی ارائه دادند که این خیانت نیاکانشان را توجیه و تفسیر می‌کرد. امکان دارد که توطئه از طرف اصیل‌زادگان ماد فقط هنگامی روی داد که شورش کوروش صورت گرفته بود و آنگونه که هرودوت تشریح کرده است، توطئه افراد اشاره شده باعث بروز شورش کوروش نگردید.
بنا به گفته هرودوت، هنگامی که کوروش نامه هارپاگ را مطالعه کرد، تمام روسای قبایل ایرانی را در پاسارگاد احضار کرد، مارافیونی و ماسپیوئی همه جمع شدند. آنگاه وی فرمانی از جیب درآورد که خود آن را تنظیم کرده بود و در آن هنگام ادعا کرد که وی این فرمان را از آستیاگ دریافت کرده است و سپس با صدای بلند این فرمان را برای آن‌ها خواند. بنا به ادعای کوروش در این فرمان آستیاگ او را به فرماندهی کل ارتش خویش منصوب کرده بود. پس از خواندن این فرمان کوروش همه را مرخص کرد و به آن‌ها گفت که فردا با وسایل نظافت زمین مانند داس در آنجا حاضر شوند. روز بعد، فرمان داد قطعه زمین بزرگی را از خار و خاشاک و آلودگی‌ها پاک کنند. پس از اجرای این کار کوروش دستور داد تعدادی از گوسفندان پدرش را در آنجا سر ببرند و سپس مقدار زیادی نان و شراب بین حاضران تقسیم کرد و بدین وسیله از پارسیانی که سخت زحمت کشیده بودند، پذیرایی کرد. آنگاه کوروش خطاب به آن‌ها گفت آیا شما میل دارید تمام عمر زحمت بکشید و کار کنید یا اینکه زندگی خود را به جشن و خوشی بگذرانید؟ کوروش پاسخی که منتظرش بود را از آن‌ها شنید، آنگاه به آن‌ها گفت که خود را برای جنگ با آستیاگ آماده کنند و سپس وعده داد که در صورت پیروزی در این شورش، برای تمامی آن‌ها زندگی راحتی را تضمین خواهد کرد. پارسیان از انقیاد زیر سلطه ماد نفرت داشتند، با کمال میل به رهبر خود جواب مثبت دادند.
هنگامی که آستیاگ شنید که کوروش برای جنگ آماده می‌شود، قاصدی را نزد وی فرستاد و او را به دربار احضار نمود. کوروش پاسخ داد خیلی زودتر از آنچه انتظار می‌رود، در آنجا حاضر خواهم شد. این سرپیچی کوروش از آستیاگ نشان از یک طغیان بود. نتیجه این طغیان در دو جنگ به ثمر رسید. در نخستین برخورد، آستیاگ شخصاً در نبرد شرکت نکرد. سردارش هارپاگ با قسمت عمده‌ای از سپاه به طرف مقابل (یعنی کوروش) پیوست. پس از آن آستیاگ فرمان داد تا جادوگران و کاهنان (که خواب وی را غلط تعبیر کرده بودند) را به چهارمیخ بکشند و تمام مادها (چه پیر و چه جوان) باید در مقابل کوروش مسلح می‌شدند. شاه ماد شخصاً در جنگ دوم فرماندهی را به عهده کرفت ولی مادها شکست خوردند و شاه اسیر شد. کوروش به هیچ وجه به آزار و اذیت ایشتوویگو نپرداخت و با وی به وجه مطلوبی رفتار نمود. بدین ترتیب بنا به آنچه هرودوت گفته، سلطنت ۳۵ ساله آستیاگ و فرمانروای ۱۲۸ ساله مادها در آسیا به پایان رسید.
داندامایف معتقد است که در رمینه تاریخچه جنگ بین کوروش و آستیاگ مطالب مفصلی بیان شده است که بیشتر با افسانه آمیخته شده و نیکلاس دمشقی (به نقل از کتسیاس) روایت کرده است: هنگامی که کوروش در خدمت ایشتوویگو در ماد بود، با مهتری به نام اوی‌باراس آشنا شد که وی از طایفه غلامان بود. آستیاگ به خاطر خطایی که از این مهتر سر زده بود، وی را بی‌رحمانه تنبیه کرده بود. در نتیجه این کار، اوی‌باراس را بر ضد شاه دست به توطئه زد و کوروش را اغوا کرد که به سرکردگی پارسیان علیه شاه طغیان کند. بدین ترتیب بود که نخستین جنگ بین آن‌ها به مدت دو روز آغاز گشت که به پیروزی کامل ایشتوویگو انجامید. در این هنگام پارسیان به پاسارگاد گریختند. بنا به گفته کتسیاس کوروش نیروی ماد را نزدیک شیرا هیبرا (که مکان آن نامعلوم است) شکست داد، ولی در جنگ بعدی آستیاگ برتری یافت و پارسیان به پاسارگاد برگشتند.
ژوستین نیز نقل قول می‌کند که هنگامی که آستیاگ در آستانه شکست جنگ بود، عده‌ای از سربازان ویژه را پشت سر خطوط نیروهای خود قرار داد با این فرمان که هرکس از جنگجویان خواست فرار کند، او را بکشند. جنگ بعدی بنا به گفته نیکولاس دمشقی در نزدیکی پاسارگاد رخ داد. آن جنگ نیز مدت دو روز به طول انجامید. در روز نخست پیروزی از آنِ مادها بود ولی در روز دوم سربازان پارسی که در حال فرار بودند، در برابر همسرانشان شرمسار گشتند، لاجرم به غیرت بیشتری به جنگ پرداختند. ارتش کوروش پیروزی چشمگیری به دست آورد و پارسیان اردوی مادها را تصرف کردند. آستیاگ فرماندهان خود را اعدام کرد به این علت که گفت شکست ما به خاطر خطای آن‌ها بوده است (دیودوروس هم گزارش اعدام فرماندهان را تأیید کرده است). ایشتوویگو که از هیچ سویی پشتیبانی نمی‌دید، به اکباتان گریخت و در کاخی خود را پنهان کرد، ولی به زودی تسلیم کوروش شد و اسیر گردید.
بنا به گفته‌های کتسیاس، کوروش به جان آستیاگ تخطی نکرد و او را به عنوان فرماندار به یکی از استان‌های شرقی ایران فرستاد. بعدها ایشتوویگو به وسیله خواجه‌ای به نام پته‌ساکاس به صحرای بی‌آب و علفی کشانده شد و در آنجا درگذشت و این موضوع به تمهید اوی‌باراس بود. امکان این هست که کوروش مستقیماً مستول مرگ آستیاگ نبوده است زیرا بعدها آن خواجه پتساگاس محکوم به مرگ شد و اوی‌باراس نیز خودکشی کرد. اگر قرار باشد سخنان کتسیاس را بپذیریم، کوروش به این ترتیب جانشین قانونی تاج و تخت ماد گردید. باز هم بنا به قول کتسیاس فرزندان اسپه‌تاماس و آمیتیس از طرف کوروش به عنوان ساتراپ دو ناحیه بارکانیوئی و دربیکس منصوب شدند.
بسیاری از نویسندگان کلاسیک تأیید می‌کنند که پیروزی کوروش به دشواری و در درازمدت تحقق یافته است. خیانت هارپاگ (که نمی‌شود آن را انکار کرد) سرنوشت جنگ را ناگهان تغییر نداد. به عقیده کتسیاس (نقل شده توسط دیودوروس) ایشتوویگو در این دوره تدابیر سختی در پیش گرفت: فرماندهان سپاه خود را عزل کرد و مردان مورد اعتمادش را به جای آن‌ها گمارد. در یک‌کلام، ایشتوویگو ارعاب را حاکم کرد. ژوستین (به نقل از کتسیاس) نوشته است که پس از شکست و خیانت هارپاگ، آستیاگ خود در راس سپاه قرار گرفت و به مقابله با پارسیان پرداخت. نیکولای دمشقی و پولیانوس خاطرنشان می‌کنند که نبردهای سختی در پارس حتی نزدیکی پاسارگاد جریان گرفت. به نوشته پولیانوس:
کوروش سه بار با مادها جنگید و هر سه بار شکست خورد. نبرد چهارم در پاسارگاد آغاز شد که سکونتگاه زنان و کودکان پارسی بود. در این نبرد نیز پارسیان پای به گریز نهادند… سپس ناگهان به طرف دشمن برگشتند، به آنها حمله‌ور شدند و بر سر مادهایی ریختند که در تعقیبشان پراکنده گشته بودند. پارسیان در این نبرد به چنان پیروزی بزرگی دست یافتند که کوروش را به نبرد جدیدی نیاز نبود.
پولیانوس حتی تصریح می‌کند که پس از شکست‌های نخستین، بسیاری از پارسیان به مادها پیوستند. نیکلای دمشقی نیز بر شدت نبردهای پارس و نامعلوم بودن نتایج آن تأکید ورزیده است. هم پلینی و هم نیکلای دمشقی رفتار دلیرانه زنان را ستوده‌اند و نوشته‌اند که بر بلندی‌ها پناه گرفته و پدران و پسران و همسرانشان را به پایداری ترغیب می‌کردند. از این روی، پس از آن هر بار که کوروش به پارس می‌آمد، زنان را مورد تفقد قرار می‌داد و هدایایی به آن‌ها تقدیم می‌داشت. کوروش پس از این پیروزی حمله به مادها را از سر گرفت و بر اکباتان، که آستیاگ در آن پناه گرفته بود چیره شد. می‌توان فرض کرد که آستیاگ به قصد مقاومت طولانی به استحکامات شهر چشم امید دوخته بود. به گفته کتسیاس آستیاگ در حالی به اسارت درآمد که به اتفاق دختر و دامادش، اسپیتامس به مرتفع‌ترین نقطه قصر پناه برده بود. به گفته نیکلای دمشقی، آستیاگ حتی موفق به گریز هم شد و در پایان نبردی دیگر به اسارت درآمد.
بنا به نوشته استرابو، کوروش در آخرین جنگی که انجام داد پیروزی قاطعی بر آستیاگ به دست آورد. آستیاگ پس از شکست با باقی‌مانده نیروها به قلمرو مادها فرار کرد و به راحتی در آنجا موضع گرفت.
گزنفون در کوروش‌نامه خود شرح می‌دهد که آستیاگ در آرامش به عنوان شاه ماد در بستر خود درگذشت و پیروزی کوروش بر مادها پس از مرگ آستیاگ بود و او بر فرماندهان و در نتیجه شاه ماد پیروز شد، ولی گزنفون می‌بایستی از صحت وقایع اطلاع کامل داشته باشد، برای اینکه در کتاب آناباسیس خود، گزارش می‌دهد که بین پارس‌ها و مادها جنگ درگرفت، در حالی که در کتاب کوروش‌نامه وقایع تاریخی به گونه‌ای نوشته شده که ظاهراً تعمدی در کار بوده که حقایق دست بخورد بیشتر به خاطر آنکه مقام کوروش بالاتر رود و حالت ایده‌آلی به خود بگیرد.
جنگ بین پارس‌ها و مادها در تاریخ ۵۵۰ پ.م. به پایان رسید. در همان سال اکباتان محل استقرار هخامنشیان گردید. کوروش برای مدتی در کاخ شاهان ماد اقامت گزید. گنجینه‌هایی که طی چندین ده سال در دربار ایشتوویگو گردآوری شده بود، همه به پاسارگاد منتقل شد.
کوروش کوشید رفتاری در خور جانشین آستیاگ در پیش گیرد. آستیاگ جان سالم به در برد و زندگی شاهوار خویش را حفظ کرد. به عقیده نیکولای دمشقی بسیاری از اقوام آسیای مرکزی (پارتها، سکاها، باکتریها) به فرمانروای جدید در مقام جانشین آستیاگ ادای احترام کردند. مسلم است که بزرگان ماد به محرومیت از منافعی که در دوران سلطه آستیاگ نصیبشان می‌شد، داوطلبانه تن نمی‌دادند. لیکن تمایل کوروش در نقش فاتحی جوانمرد برمی‌آورد که مغلوبان به خواست خود در برابرش سر تسلیم فرود آورند؛ بنابراین امکان تحقق خواست فرمانروای جدید مادها را برای ایجاد پیوند با سلسله‌ای که آن را سرنگون کرده بود، فراهم می‌آورد. اکباتان برای کسی که می‌خواست آسیای مرکزی را تحت سلطه خود داشته باشد، مرکز استراتژیک مهمی به‌شمار می‌آمد.